# カール・フォン・ブオル＝シャウエンシュタイン

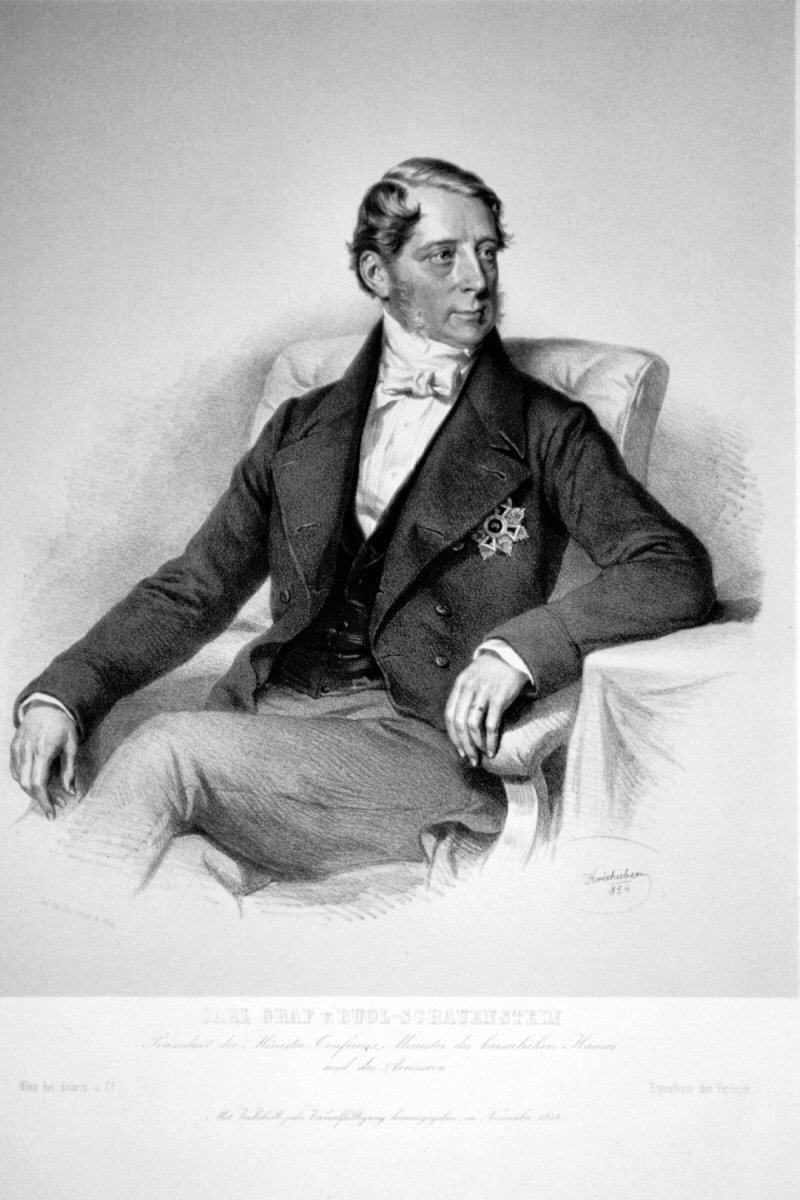
ブオル＝シャウエンシュタインの肖像（ヨーゼフ・クリーフーバー画、1854年）

カール・フェルディナント・フォン・ブオル＝シャウエンシュタイン（Karl Ferdinand Graf von Buol-Schauenstein、1797年5月17日 - 1865年10月28日）は、オーストリア帝国の伯爵、政治家、外交官。1852年から1859年に外務大臣（首相に相当）を務めた。

## 来歴
グラウビュンデンの古い貴族の家系に、ウィーンで生まれる。初代ドイツ連邦議会議長であるヨハン・ルドルフ・ブオル＝シャウエンシュタイン伯爵の息子である。父と同様にオーストリア帝国の外交官の道を選び、カールスルーエ、ダルムシュタット、シュトゥットガルト、トリノ、サンクトペテルブルク、ロンドンでオーストリア大使を務めた。
1852年から1859年まで外務大臣を務め、内閣を主宰した。クリミア戦争では優柔不断な態度を示してロシア帝国との関係を悪化させた。1859年にはサルデーニャ王国に突きつけた最後通牒が元で戦争になり、敗北した（第二次イタリア統一戦争）。そのため同年外相を辞任した。
同時代人による評価は概して低かった。ウィーンで死去。